# Cluster (Musik)
In der Musik steht das Wort Cluster (engl. „Gruppe“, „Haufen“, „Büschel“, „Traube“) für ein Klanggebilde, dessen Töne nahe beieinanderliegen. Auf Tasteninstrumenten werden mehrere Nachbartasten gleichzeitig angeschlagen, und zwar mit fünf Fingern, der Faust, der Handfläche oder dem Unterarm; diese Tontrauben bestehen beispielsweise aus pentatonischem (z. B. nur schwarze Tasten), diatonischem (z. B. nur weiße Tasten) oder chromatischem Material (schwarze und weiße Tasten). Im Zusammenwirken von Orchesterinstrumenten sind auch engere Intervalle möglich, z. B. Vierteltöne oder andere Mikrointervalle; dasselbe gilt für Vokalensembles und Chöre. Mit den Mitteln der elektronischen Musik lässt sich der Frequenzabstand zwischen den Einzeltönen weiter verringern, bis hin zum weißen oder farbigen Rauschen.
Dem Komponisten Henry Cowell zufolge, der in seinem Klavierstück The Tides of Manaunaun (1912) erstmals Cluster vorschrieb, sind diese als „Einheiten“ zu behandeln, das heißt, er sah Cluster als Einzeltönen ähnliche Klangereignisse, weniger als Akkorde.

## Notation
Der Name „Cluster“ erklärt sich dadurch, dass die traditionelle notenschriftliche Darstellung einer Weintraube ähnelt:
Die gebräuchlichste modernere Notationsform sieht so aus:
 – die angegebenen Cluster als MIDI zum Hören
Dabei geben die schwarzen Balken den Tonumfang des Clusters genau an. Die Auflösungs- und Versetzungszeichen beschreiben, ob etwa auf dem Klavier weiße, schwarze oder alle Tasten benutzt werden sollen.

## Geschichte
Obgleich der Begriff „Cluster“ wesentlich jünger ist, wurden Tontrauben schon früh benutzt, etwa als rhetorische Figur in der Barockmusik, um z. B. Chaos oder Erdbeben plastisch darzustellen. Ein prägnantes Beispiel hierfür ist der Eingangsakkord aus Jean-Féry Rebels Werk Les éléments. Zu Beginn des spätromantischen Orchesterwerks Eine Alpensinfonie von Richard Strauss (1864–1949) deutet ein leiser Cluster die verhaltene Atmosphäre bei Tagesanbruch an. In der Neuen Musik gewannen Cluster strukturelle Bedeutung. Komponisten wie Béla Bartók (1881–1945) und vor allem Henry Cowell (1897–1965) leisteten Pionierarbeit. In den 1960er Jahren experimentierten zahlreiche Avantgardisten mit so genannten Klangflächen; besonders einflussreich war György Ligeti mit seinem Orchesterstück Atmosphères (1961) – erwähnt seien auch sein Chorstück Lux aeterna (1966) und sein Orchesterstück Lontano (1967). Auch in der elektronischen (Pop-)Musik spielten Cluster eine charakteristische Rolle, so in der zweiten Hälfte des Titels Elektro Kardiogramm der Band Kraftwerk. Der Jazzpianist Cecil Taylor gewann seine Bedeutung nicht zuletzt mit seinem variantenreichen, mitreißenden Clusterspiel.